# Тварини Хмельницької області, занесені до Червоної книги України
Список тварин Хмельницької області, занесених до Червоної книги України.

## Статистика
До списку входить 84 видів тварин, з них:
- Кишковопорожнинних — 0;
- Круглих червів — 0;
- Кільчастих червів 0;
- Членистоногих — 40;
- Молюсків — 0;
- Хордових — 44.

Серед них за природоохоронним статусом: 
- Вразливих — 39;
- Рідкісних — 24;
- Недостатньо відомих  — 1;
- Неоцінених — 6;
- Зникаючих — 13;
- Зниклих у природі — 0;
- Зниклих — 1.

## Список видів
| № п/п | Українська назва виду                               | Латинська назва виду      | Природоохоронний статус | Тип          |
| ----- | --------------------------------------------------- | ------------------------- | ----------------------- | ------------ |
| 1     | Абія блискуча                                       | Abia nitens               | Рідкісний               | Членистоногі |
| 2     | Бражник дубовий                                     | Marumba quercus           | Рідкісний               | Членистоногі |
| 3     | Бражник мертва голова                               | Acherontia atropos        | Рідкісний               | Членистоногі |
| 4     | Бражник прозерпіна                                  | Proserpinus proserpina    | Рідкісний               | Членистоногі |
| 5     | Бражник скабіозовий                                 | Hemaris tityus            | Рідкісний               | Членистоногі |
| 6     | Ведмедиця-господиня                                 | Callimorpha dominula      | Вразливий               | Членистоногі |
| 7     | Вечірниця велетенська                               | Nyctalus lasiopterus      | Зникаючий               | Хордові      |
| 8     | Вечірниця мала                                      | Nyctalus leisleri         | Рідкісний               | Хордові      |
| 9     | Вечірниця руда                                      | Nyctalus noctula          | Вразливий               | Хордові      |
| 10    | Видра річкова                                       | Lutra lutra               | Неоцінений              | Хордові      |
| 11    | Вусач великий дубовий                               | Cerambyx cerdo            | Вразливий               | Членистоногі |
| 12    | Вусач земляний хрестоносець (коренеїд хрестоносець) | Dorcadion equestre        | Вразливий               | Членистоногі |
| 13    | Вусач мускусний                                     | Aromia moschata           | Вразливий               | Членистоногі |
| 14    | Вусач-червонокрил Келлера                           | Purpuricenus kaehleri     | Вразливий               | Членистоногі |
| 15    | Вухань звичайний                                    | Plecotus auritus          | Вразливий               | Хордові      |
| 16    | Глушець (глухар)                                    | Tetrao urogallus          | Зникаючий               | Хордові      |
| 17    | Гоголь                                              | Bucephala clangula        | Рідкісний               | Хордові      |
| 18    | Голуб-синяк                                         | Columba oenas             | Вразливий               | Хордові      |
| 19    | Горностай                                           | Mustela erminea           | Неоцінений              | Хордові      |
| 20    | Гуска мала (гуска білолоба мала)                    | Anser erythropus          | Вразливий               | Хордові      |
| 21    | Джміль моховий                                      | Bombus muscorum           | Рідкісний               | Членистоногі |
| 22    | Джміль червонуватий                                 | Bombus ruderatus          | Рідкісний               | Членистоногі |
| 23    | Дозорець-імператор                                  | Anax imperator            | Вразливий               | Членистоногі |
| 24    | Ендроміс березовий                                  | Endromis versicolora      | Вразливий               | Членистоногі |
| 25    | Жук-олень, рогач звичайний                          | Lucanus cervus            | Рідкісний               | Членистоногі |
| 26    | Жук-самітник                                        | Osmoderma barnabita       | Вразливий               | Членистоногі |
| 27    | Змієїд                                              | Circaetus gallicus        | Рідкісний               | Хордові      |
| 28    | Кажан пізній                                        | Eptesicus serotinus       | Вразливий               | Хордові      |
| 29    | Кошеніль польська                                   | Porphyropha polonica      | Недостатньо відомий     | Членистоногі |
| 30    | Ксилокопа звичайна (бджола-тесляр звичайна)         | Xylocopa valga            | Рідкісний               | Членистоногі |
| 31    | Ксилокопа фіолетова (бджола-тесляр фіолетова)       | Xylocopa violacea         | Рідкісний               | Членистоногі |
| 32    | Ктир шершенеподібний                                | Asilus crabroniformis     | Рідкісний               | Членистоногі |
| 33    | Кульон великий (кроншнеп великий)                   | Numenius arquata          | Зникаючий               | Хордові      |
| 34    | Кульон середній (кроншнеп середній)                 | Numenius phaeopus         | Зникаючий               | Хордові      |
| 35    | Лелека чорний                                       | Ciconia nigra             | Рідкісний               | Хордові      |
| 36    | Лилик двоколірний                                   | Vespertilio murinus       | Вразливий               | Хордові      |
| 37    | Лунь степовий                                       | Circus macrourus          | Зникаючий               | Хордові      |
| 38    | Люцина                                              | Hamearis lucina           | Вразливий               | Членистоногі |
| 39    | Марена звичайна                                     | Barbus barbus             | Вразливий               | Хордові      |
| 40    | Махаон                                              | Papilio machaon           | Вразливий               | Членистоногі |
| 41    | Мелітурга булавовуса                                | Melitturga clavicornis    | Вразливий               | Членистоногі |
| 42    | Мишівка лісова                                      | Sicista betulina          | Рідкісний               | Хордові      |
| 43    | Мишівка степова                                     | Sicista subtilis          | Зникаючий               | Хордові      |
| 44    | Мідянка звичайна                                    | Coronella austriaca       | Вразливий               | Хордові      |
| 45    | Мнемозина                                           | Parnassius mnemosyne      | Вразливий               | Членистоногі |
| 46    | Нерозень                                            | Anas strepera             | Рідкісний               | Хордові      |
| 47    | Нетопир звичайний                                   | Pipistrellus pipistrellus | Вразливий               | Хордові      |
| 48    | Нетопир Натузіуса                                   | Pipistrellus nathusii     | Неоцінений              | Хордові      |
| 49    | Нетопир-карлик                                      | Pipistrellus pygmaeus     | Неоцінений              | Хордові      |
| 50    | Нічниця велика                                      | Myotis myotis             | Вразливий               | Хордові      |
| 51    | Нічниця водяна                                      | Myotis daubentonii        | Вразливий               | Хордові      |
| 52    | Нічниця ставкова                                    | Myotis dasycneme          | Зникаючий               | Хордові      |
| 53    | Норка європейська                                   | Mustela lutreola          | Зникаючий               | Хордові      |
| 54    | Орусус паразитичний                                 | Orussus abietinus         | Рідкісний               | Членистоногі |
| 55    | Осетер російський                                   | Acipenser gueldenstaedtii | Вразливий               | Хордові      |
| 56    | Підковоніс малий                                    | Rhinolophus hipposideros  | Вразливий               | Хордові      |
| 57    | Підорлик малий                                      | Aquila pomarina           | Рідкісний               | Хордові      |
| 58    | Подалірій                                           | Iphiclides podalirius     | Вразливий               | Членистоногі |
| 59    | Поліксена                                           | Zerynthia polyxena        | Вразливий               | Членистоногі |
| 60    | Райдужниця велика                                   | Apatura iris              | Вразливий               | Членистоногі |
| 61    | Сапсан                                              | Falco peregrinus          | Рідкісний               | Хордові      |
| 62    | Сатир залізний                                      | Hipparchia statilinus     | Рідкісний               | Членистоногі |
| 63    | Сатурнія велика                                     | Saturnia pyri             | Вразливий               | Членистоногі |
| 64    | Сатурнія мала                                       | Eudia pavonia             | Рідкісний               | Членистоногі |
| 65    | Сатурнія руда                                       | Aglia tau                 | Вразливий               | Членистоногі |
| 66    | Сатурнія середня                                    | Eudia spini               | Зникаючий               | Членистоногі |
| 67    | Севрюга звичайна                                    | Acipenser stellatus       | Вразливий               | Хордові      |
| 68    | Сиворакша                                           | Coracias garrulus         | Зникаючий               | Хордові      |
| 69    | Синявець Пилаон                                     | Plebeius pylaon           | Вразливий               | Членистоногі |
| 70    | Скопа                                               | Pandion haliaetus         | Зникаючий               | Хордові      |
| 71    | Совка сокиркова                                     | Periphanes delphinii      | Вразливий               | Членистоногі |
| 72    | Сорокопуд сірий                                     | Lanius excubitor          | Рідкісний               | Хордові      |
| 73    | Стрічкарка блакитна                                 | Catocala fraxini          | Вразливий               | Членистоногі |
| 74    | Стрічкарка орденська малинова                       | Catocala sponsa           | Рідкісний               | Членистоногі |
| 75    | Стрічкарка тополева                                 | Limenitis populi          | Вразливий               | Членистоногі |
| 76    | Турун Ештрайхера                                    | Carabus estreicheri       | Вразливий               | Членистоногі |
| 77    | Турун угорський                                     | Carabus hungaricus        | Вразливий               | Членистоногі |
| 78    | Тхір лісовий                                        | Mustela putorius          | Неоцінений              | Хордові      |
| 79    | Тхір степовий                                       | Mustela eversmanni        | Зникаючий               | Хордові      |
| 80    | Ховрах європейський                                 | Spermophilus citellus     | Зниклий                 | Хордові      |
| 81    | Хом'як звичайний                                    | Cricetus cricetus         | Неоцінений              | Хордові      |
| 82    | Широковух європейський                              | Barbastella barbastellus  | Зникаючий               | Хордові      |
| 83    | Шуліка чорний                                       | Milvus migrans            | Вразливий               | Хордові      |
| 84    | Ялець звичайний                                     | Leuciscus leuciscus       | Вразливий               | Хордові      |